# Јужна хемисфера
Јужна хемисфера или јужна полулопта представља ону половину Земљине кугле која се налази јужно од екватора — ријеч „хемисфера“ у грчком језику значи дословно „полулопта“.
На јужној хемисфери се налази пет континената (Антарктик, Аустралија, већи дио Јужне Америке, дио Африке и Азије), и четири океана (дио Атлантског океана, Индијски океан, већи дио Тихог океана, и Јужни океан).

## Географија
Клима јужне хемисфере је нешто блажа него клима сјеверне хемисфере, јер је јужна хемисфера знатно покривенија океанима а мање копном, а вода се и спорије хлади и спорије загријева него копно. Јужна хемисфера је и мање загађена него сјеверна, због знатно мањег броја људи (свега 10-12% људског становништва живи на јужној хемисфери), нижег нивоа индустријализације. Уз све то, вјетрови се углавном крећу у правцу запад-исток, те се загађеност и споро шири од сјевера ка југу.
Јужни умјерени појас, пододјељак јужне хемисфере, је скоро сав покривен океанима. Само Уругвај, Лесото и Нови Зеланд леже у потпуности у овој зони. Земље које дјелимично леже у тој зони су Чиле (већи дио), Аргентина (већи дио), Парагвај, Бразил, Намибија, Боцвана, Јужноафричка Република (већи дио), Мозамбик, Мадагаскар и Аустралија. 
Због нагетости земљине осе у односу на Сунце и Еклиптику, љето траје од 21. децембра до 21. марта, а зима од 21. јуна до 21. септембра, дакле супротно од сјеверне хемисфере. Осим тога, гледано са јужне хемисфере, Сунце се са истока на запад креће преко сјеверне стране неба, а не јужне.
Јужни пол је окренут ка галактичком центру те чини, узевши у обзир и ведрије небо, изузетан положај за посматрање звијезда, гдје се види већи број њих и гдје јаче сјаје.

## Листа континената и земаља

### Континенти
- Антарктик
- Африка (око једне трећине — јужно од Либревила у Габону на западу и јужно од Сомалије на истоку)
- Аустралија
- Јужна Америка (већи дио континента, јужно од ушћа ријеке Амазон на истоку и Кита на западу)

### Афричке земље

#### Цијелим дијелом
- Ангола
- Боцвана
- Бурунди
- Комори
- Лесото
- Мадагаскар
- Малави
- Мозамбик
- Намибија
- Руанда
- Јужноафричка Република
- Свазиленд
- Танзанија
- Замбија
- Зимбабве

#### Већим дијелом
- Демократска Република Конго
- Габон
- Република Конго

#### Дјелимично
- Екваторијална Гвинеја
- Кенија
- Сомалија
- Сао Томе и Принсипе
- Уганда

### Азијске земље

#### Цијелим дијелом
- Источни Тимор

#### Већим дијелом
- Индонезија

### Земље Индијског океана

#### Цијелим дијелом
- Мадагаскар
- Маурицијус
- Сејшели

#### Дјелимично
- Малдиви

### Земље Океаније

#### Цијелим дијелом
- Аустралија
- Кукова острва
- Ускршње острво
- Фиџи
- Науру
- Нови Зеланд
- Нијуе
- Папуа Нова Гвинеја
- Питкерн
- Самоа
- Соломонова острва
- Тахити
- Токелау
- Тонга
- Тувалу
- Вануату

#### Већим дијелом
- Кирибати

### Земље Јужне Америке

#### Цијелим дијелом
- Аргентина
- Боливија
- Чиле
- Парагвај
- Перу
- Уругвај

#### Већим дијелом
- Бразил
- Еквадор

#### Дјелимично
- Колумбија

### Друге територије
| - Америчка Самоа (САД) - Антарктик и субантарктичка острва - Острво Буве (Норвешка) - Архипелаг Чагос (Уједињено Краљевство) - Фолкландска Острва (Уједињено Краљевство) - Француска Полинезија (Француска) - Галапагос (Еквадор) - Џарвис (САД) - Хуан Фернандесов архипелаг (Чиле) - Кергелен (Француска) - Острва Кермадец (Нови Зеланд) - Мајот (Француска) | - Новозеландска субантарктичка острва - Острва Питкерн (Уједињено Краљевство) - Реинион (Француска) - Света Јелена (острво) (Уједињено Краљевство) - Острва Ил Сент-Пол и Ил Амстердам (Француска) - Јужна Џорџија и острва Јужног Сендвича (Уједињено Краљевство) - Јужна Оркнијска острва - Острво Свејнс (САД) - Тристан да Куња (Уједињено Краљевство) - Нова Каледонија (Француска) - Валис и Футуна (Француска) |